# Eva-Maria Brem
Eva-Maria Brem (Schwaz, 13 settembre 1988) è un'ex sciatrice alpina austriaca, vincitrice della Coppa del Mondo di slalom gigante nel 2016.

## Biografia

### Stagioni 2004-2013
Eva-Maria Brem, nata a Schwaz e residente a Münster, ha iniziato a partecipare a gare FIS nel dicembre del 2003 e ha esordito in Coppa Europa l'11 dicembre 2004 a Schruns, classificandosi 8ª in slalom gigante. Il 9 gennaio 2005 ha conquistato il suo primo podio nel circuito, arrivando 2ª nello slalom speciale di Leukerbad, mentre il 29 dicembre dello stesso anno ha esordito in Coppa del Mondo nello slalom speciale di Lienz, senza qualificarsi per la seconda manche. Ai Mondiali juniores di Québec 2006 ha vinto la medaglia di bronzo nello slalom gigante.
Il 3 dicembre 2006 ha vinto la sua prima gara di Coppa Europa, lo slalom gigante disputato a Ål, mentre nel 2007 ha colto i suoi primi punti in Coppa del Mondo (29ª nella supercombinata di Altenmarkt-Zauchensee del 14 gennaio) e ha vinto altre due medaglie di bronzo ai Mondiali juniores: nella rassegna iridata giovanile di Altenmarkt-Zauchensee/Flachau è stata infatti 3ª sia nel supergigante sia nello slalom speciale. Ai Mondiali juniores di Formigal 2008 ha vinto un'altra medaglia di bronzo, quella volta nella combinata, e ai XXI Giochi olimpici invernali di Vancouver 2010, sua unica presenza olimpica, è stata 7ª nello slalom gigante.

### Stagioni 2014-2021
Il 18 febbraio 2014 ha conquistato l'ultima vittoria in Coppa Europa, a Monte Pora in slalom gigante, e il 6 marzo seguente ha ottenuto il suo primo podio in Coppa del Mondo arrivando 3ª, a pari merito con la svizzera Lara Gut, nello slalom gigante di Åre vinto dall'austriaca Anna Fenninger; il 29 novembre dello stesso anno ha vinto la sua prima gara nel massimo circuito, lo slalom gigante di Aspen, davanti alla connazionale Kathrin Zettel e all'italiana Federica Brignone. Ai Mondiali di Vail/Beaver Creek 2015, sua unica presenza iridata, si è aggiudicata la medaglia d'oro nella gara a squadre e non ha concluso lo slalom gigante; a fine stagione in Coppa del Mondo è risultata 2ª nella classifica di slalom gigante, superata di 106 punti dalla vincitrice Fenninger.

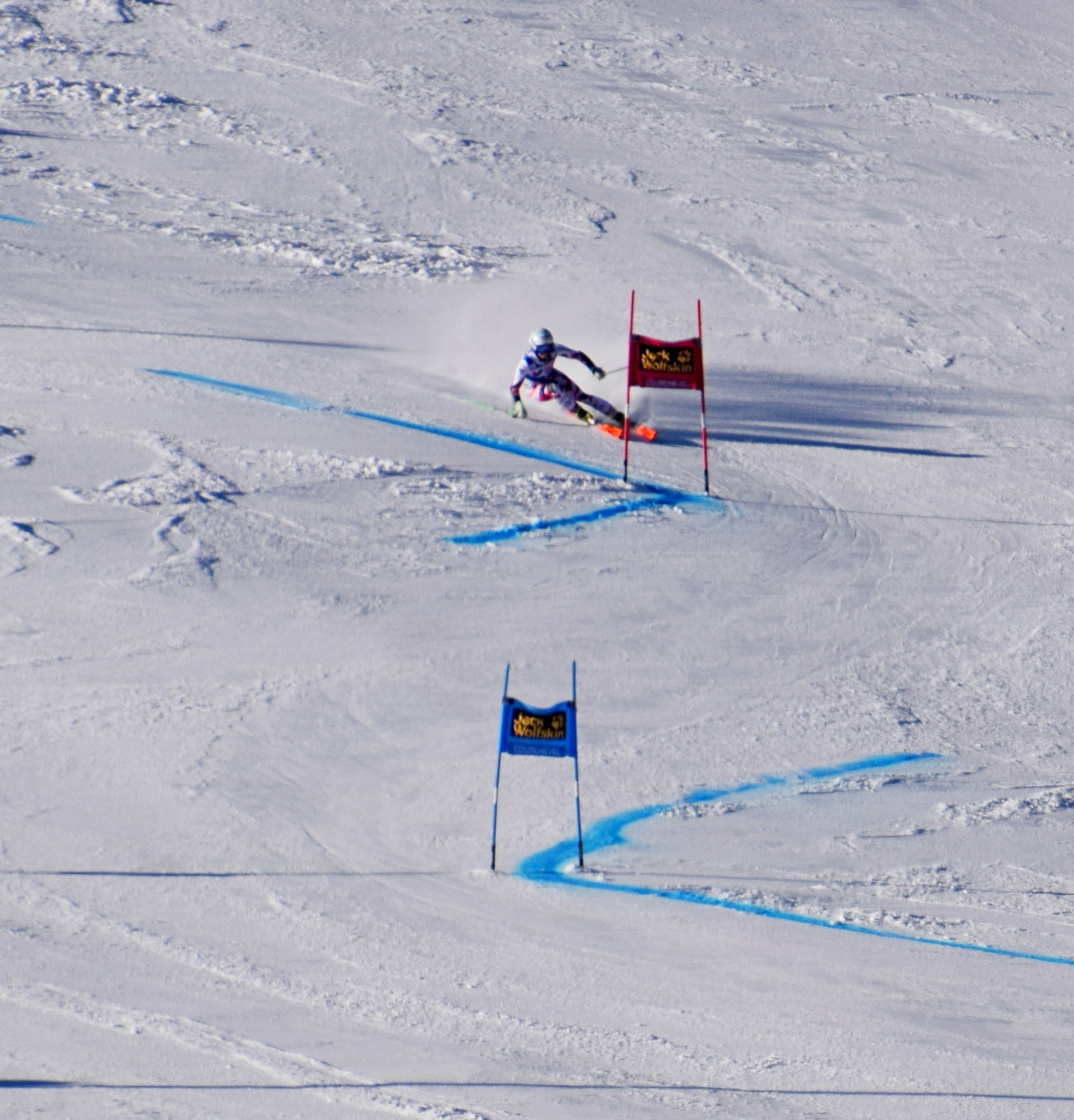
Eva-Maria Brem in gara a Courchevel il 20 dicembre 2015

Nella successiva stagione 2015-2016 si è aggiudicata la Coppa del Mondo di slalom gigante con due punti di vantaggio sulla seconda classificata, la tedesca Viktoria Rebensburg. Pochi mesi dopo si è infortunata durante un allenamento, fratturandosi tibia e perone; dopo di allora non è più riuscita a tornare ai livelli precedenti all'infortunio e si è ritirata al termine della stagione 2020-2021, dopo 153 partenze nel massimo circuito. La sua ultima gara in carriera è stata lo slalom gigante di Coppa del Mondo, nel quale la Brem non è riuscita a qualificarsi per la seconda manche, disputato il 7 marzo a Jasná, la località dove sempre in slalom gigante aveva ottenuto l'ultimo podio sia in Coppa del Mondo (la vittoria del 7 marzo 2016) sia in Coppa Europa (il 3º posto del 2 marzo 2019).

## Palmarès

### Mondiali
- 1 medaglia:
  - 1 oro (gara a squadre a Vail/Beaver Creek 2015)

### Mondiali juniores
- 4 medaglie:
  - 4 bronzi (slalom gigante a Québec 2006; supergigante, slalom gigante ad Altenmarkt-Zauchensee/Flachau 2007; combinata a Formigal 2008)

### Coppa del Mondo
- Miglior piazzamento in classifica generale: 12ª nel 2016
- Vincitrice della Coppa del Mondo di slalom gigante nel 2016
- 11 podi (tutti in slalom gigante):
  - 3 vittorie
  - 4 secondi posti
  - 4 terzi posti

#### Coppa del Mondo - vittorie
| Data             | Località   | Paese       | Specialità |
| ---------------- | ---------- | ----------- | ---------- |
| 29 novembre 2014 | Aspen      | Stati Uniti | GS         |
| 20 dicembre 2015 | Courchevel | Francia     | GS         |
| 7 marzo 2016     | Jasná      | Slovacchia  | GS         |

Legenda:

GS = slalom gigante

#### Coppa del Mondo - gare a squadre
- 3 podi:
  - 1 vittoria
  - 2 terzi posti

### Coppa Europa
- Miglior piazzamento in classifica generale: 4ª nel 2007
- 12 podi:
  - 4 vittorie
  - 2 secondi posti
  - 6 terzi posti

#### Coppa Europa - vittorie
| Data             | Località              | Paese    | Specialità |
| ---------------- | --------------------- | -------- | ---------- |
| 3 dicembre 2006  | Ål                    | Norvegia | GS         |
| 13 marzo 2007    | Madesimo/Campodolcino | Italia   | GS         |
| 4 marzo 2013     | Andalo/Paganella      | Italia   | GS         |
| 18 febbraio 2014 | Monte Pora            | Italia   | GS         |

Legenda:

GS = slalom gigante

### Nor-Am Cup
- Miglior piazzamento in classifica generale: 47ª nel 2010
- 1 podio:
  - 1 terzo posto

### Australia New Zealand Cup
- Miglior piazzamento in classifica generale: 7º nel 2015
- Vincitrice della classifica di slalom speciale nel 2015
- 3 podi:
  - 2 vittorie
  - 1 secondo posto

#### Australia New Zealand Cup - vittorie
| Data             | Località     | Paese         | Specialità |
| ---------------- | ------------ | ------------- | ---------- |
| 21 agosto 2012   | Coronet Peak | Nuova Zelanda | SL         |
| 6 settembre 2014 | Coronet Peak | Nuova Zelanda | SL         |

Legenda:

SL = slalom speciale

### Campionati austriaci
- 7 medaglie[3]:
  - 4 ori (slalom gigante, slalom speciale nel 2006; combinata nel 2007; slalom gigante nel 2013)
  - 1 argento (combinata nel 2008)
  - 2 bronzi (slalom gigante nel 2008; combinata nel 2009)

### Campionati austriaci juniores
- 5 medaglie[3]:
  - 3 ori (supergigante, slalom gigante, combinata nel 2005)
  - 2 argenti (supergigante nel 2004; slalom gigante nel 2005)